# Marquês de Montauran
O marquês de Montauran é um personagem da Comédia Humana de Honoré de Balzac. Sua principal aparição se dá em Les Chouans, onde, sob a alcunha de Gars, ele deve comandar os rebeldes da Bretanha em 1799, a pedido de Luís XVIII.
Nos últimos anos do século XVIII, ele se envolve em todas as intrigas realistas da França. Também frequenta o salão de Ragon, proprietário da Rainha das Rosas, loja de perfumes que passará a César Birotteau no romance que leva o nome desta personagem (Histoire de la Grandeur et de la Décadence de César Birotteau). Rogan ajudava a circular a correspondência dos rebeldes realistas.
Durante a revolta da Bretanha, Corentin envia, a pedido de Fouché, uma espiã, Marie-Nathalie de Verneuil, para seguir o marquês. Os dois se apaixonam, contudo, e se casam. Eles morrem logo após o casamento, sob as armas dos republicanos.
O marechal Hulot lhe promete levar seus últimos desejos a seu irmão.